# Fietskathedraal

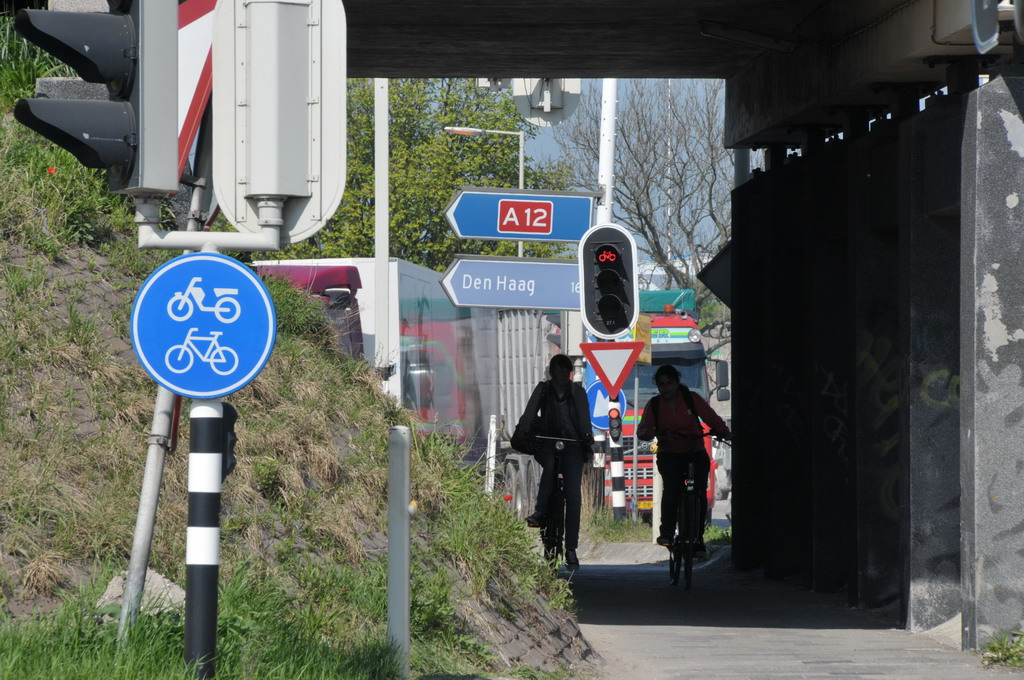
Oude verkeerssituatie voor fietsers

De Fietskathedraal maakt deel uit van een serie van drie fietstunnels in de route van Zoetermeer naar Bleiswijk in de Nederlandse provincie Zuid-Holland.
De tunnels liggen onder de A12 van Den Haag naar Utrecht, de N209 en de spoorlijn Gouda - Den Haag. De middelste heeft door zijn geribde gebogen plafond en grootte de naam Fietskathedraal gekregen. De tunnel bestaat uit diverse bogen van gevouwen staalplaat en heeft een overspanning van 16 m, is 6,5 m hoog en 53 m lang. Daarmee behoort het tot de grootste stalen tunnels van West-Europa. Aanleiding voor de bouw in 2009 was de verbreding van de A12. De oude verkeerssituatie met een viaduct en een gelijkvloerse spoorwegovergang dateerde uit de jaren vijftig.
Het ontwerp van de fietstunnel is erop gericht de lange fietspassage onder de weg en de spoorlijn zo aangenaam en veilig mogelijk te maken.
Architect Tjerk van de Wetering werd voor het ontwerp geïnspireerd door het omringende weidse landschap. De grijze taludbekleding refereert aan de aarde, de witte lichtlijn aan de horizon en de gemêleerde stalen gegolfde platen vormen samen met het blauwe strijklicht een artificiële wolkenlucht.

fietskathedraal
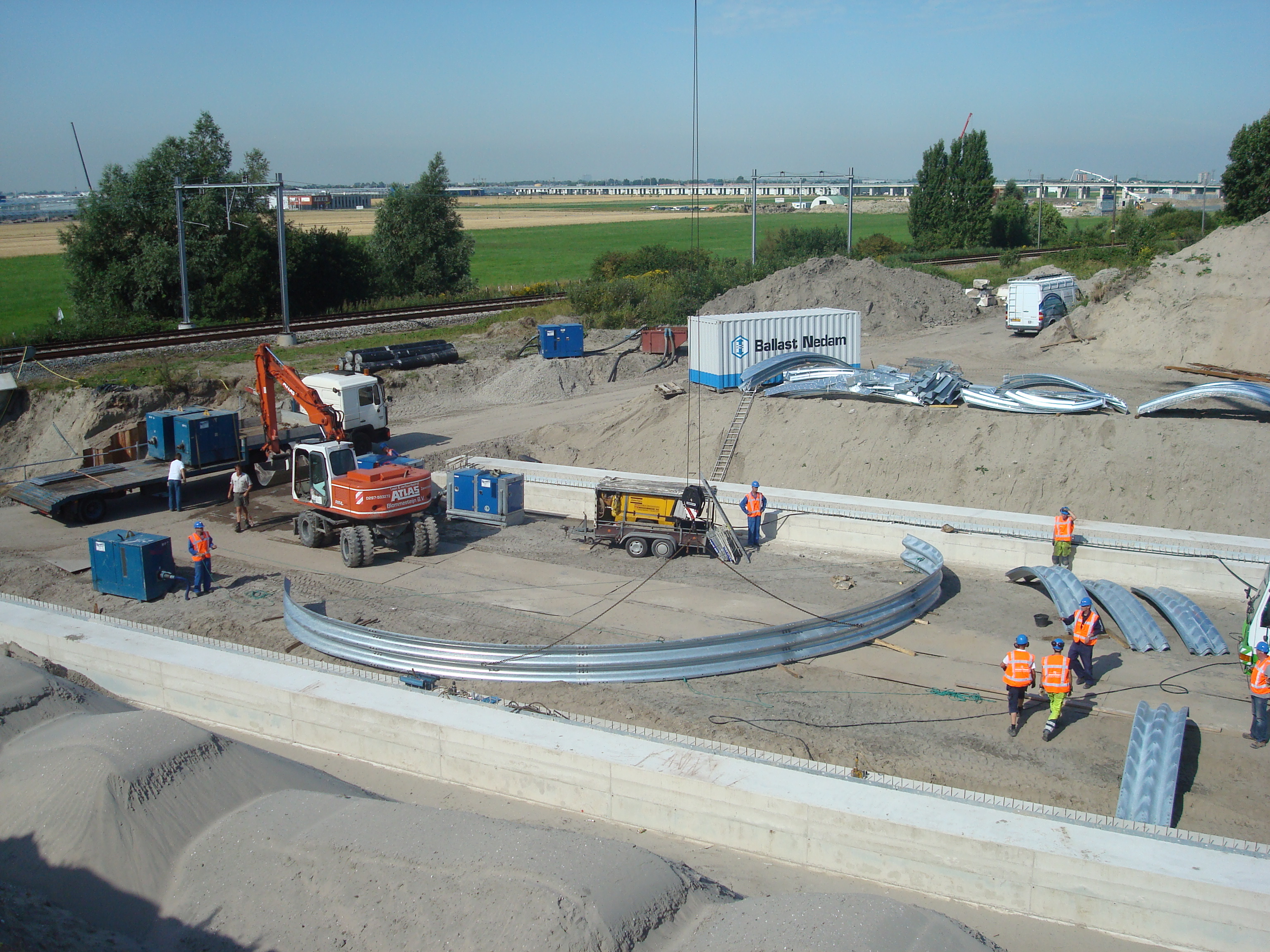
Montage 1e boog
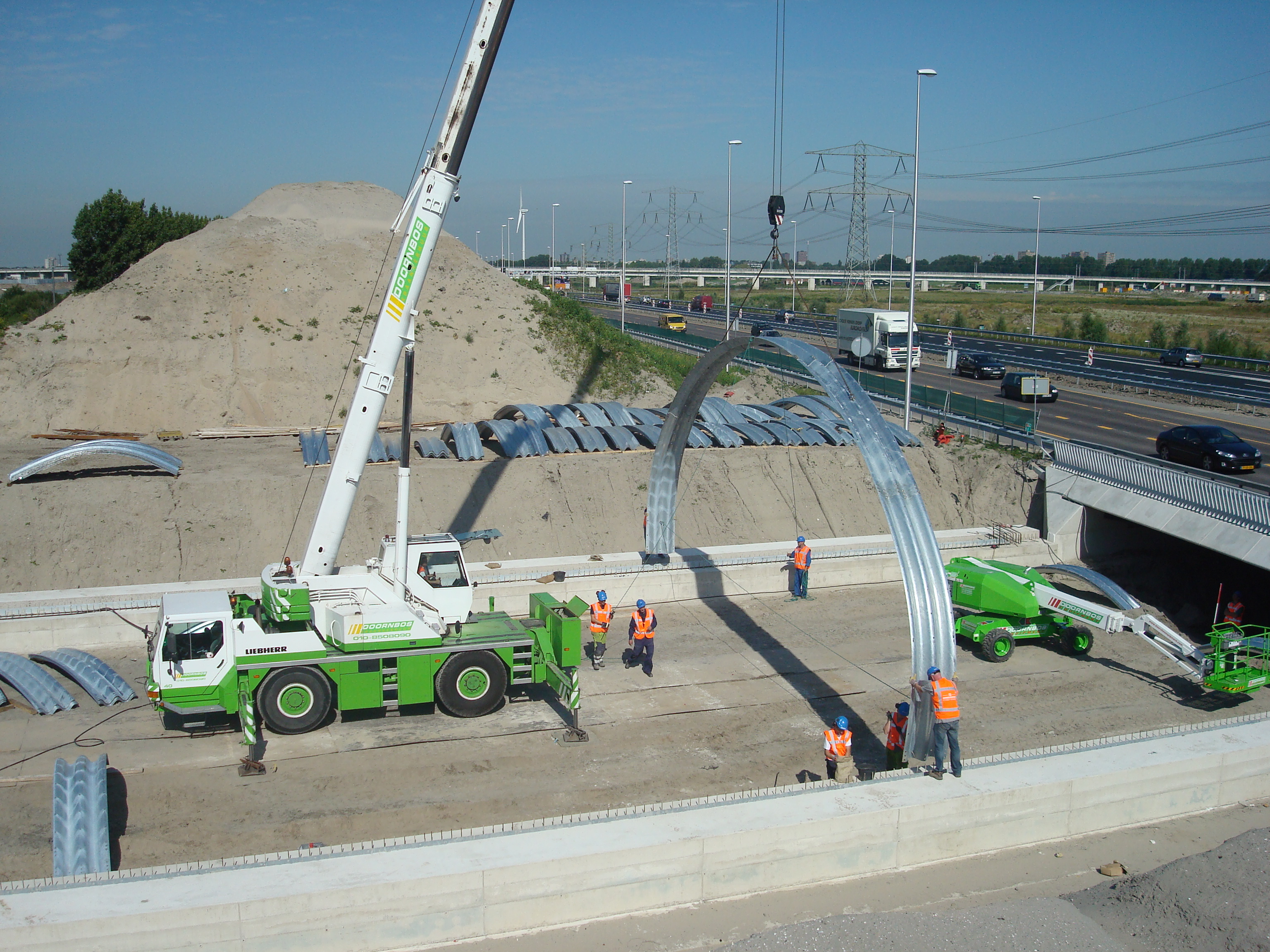
Plaatsing 1e boog
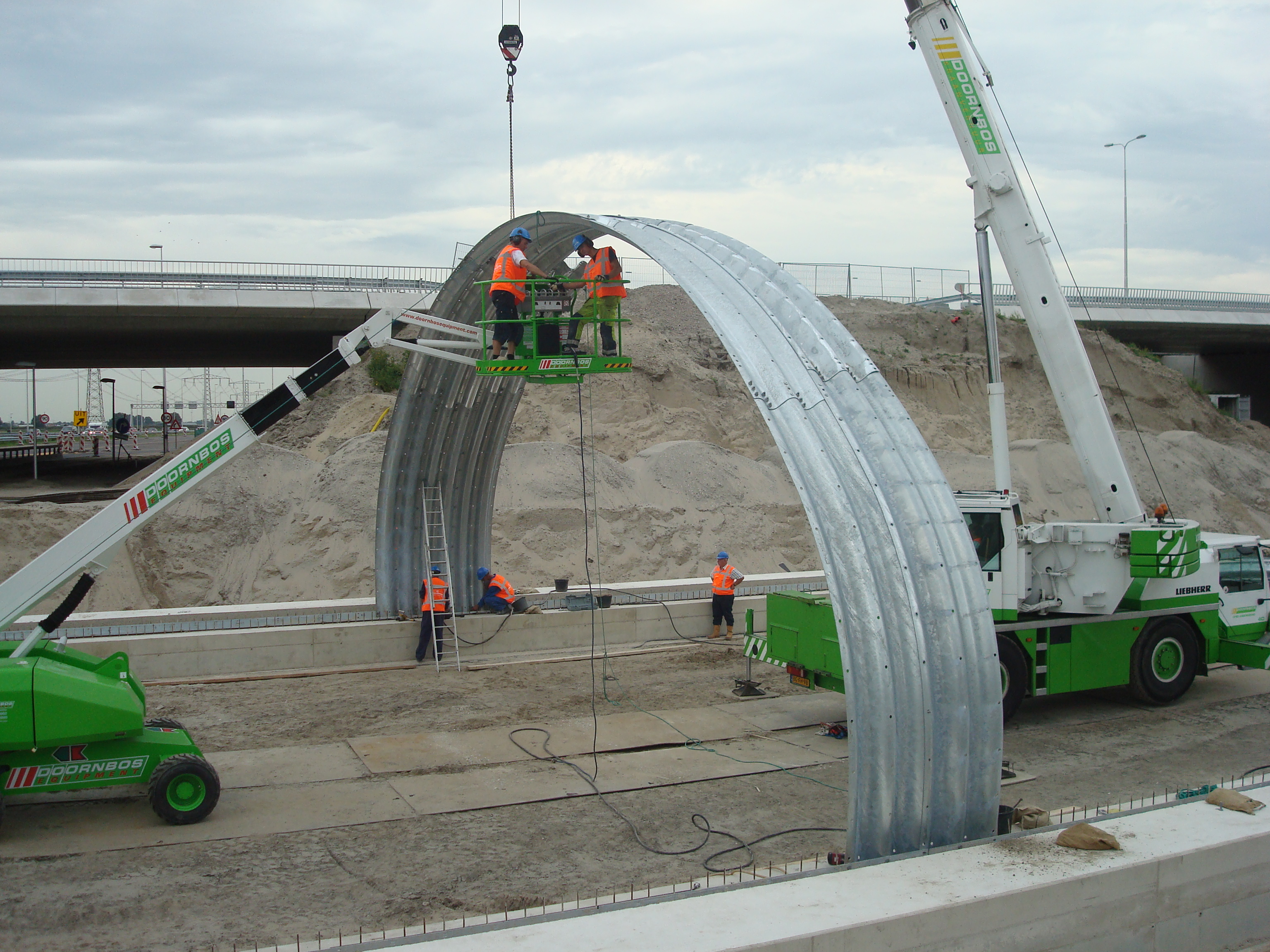
Montage 2e en 3e boog
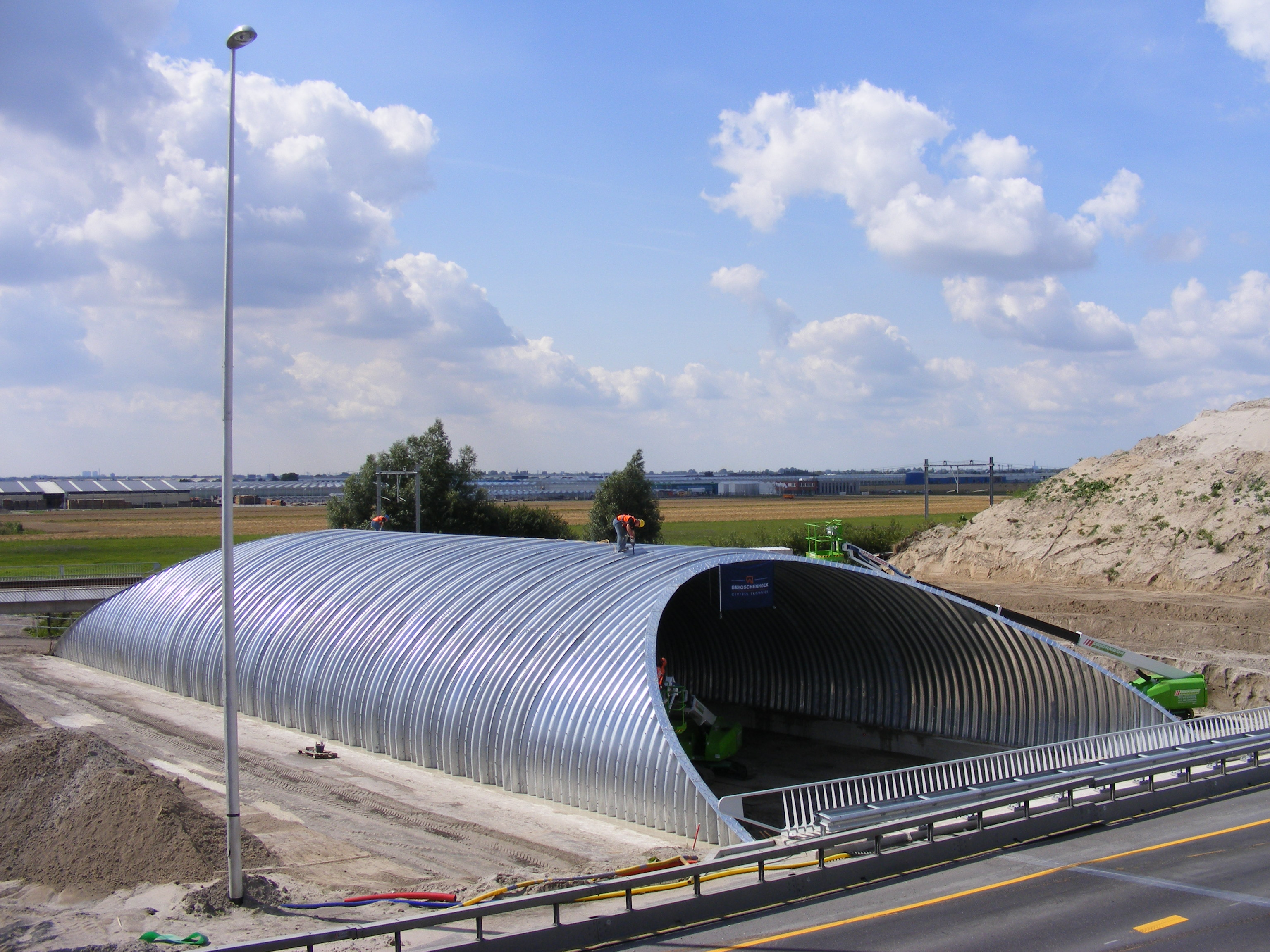
Volledig gemonteerd
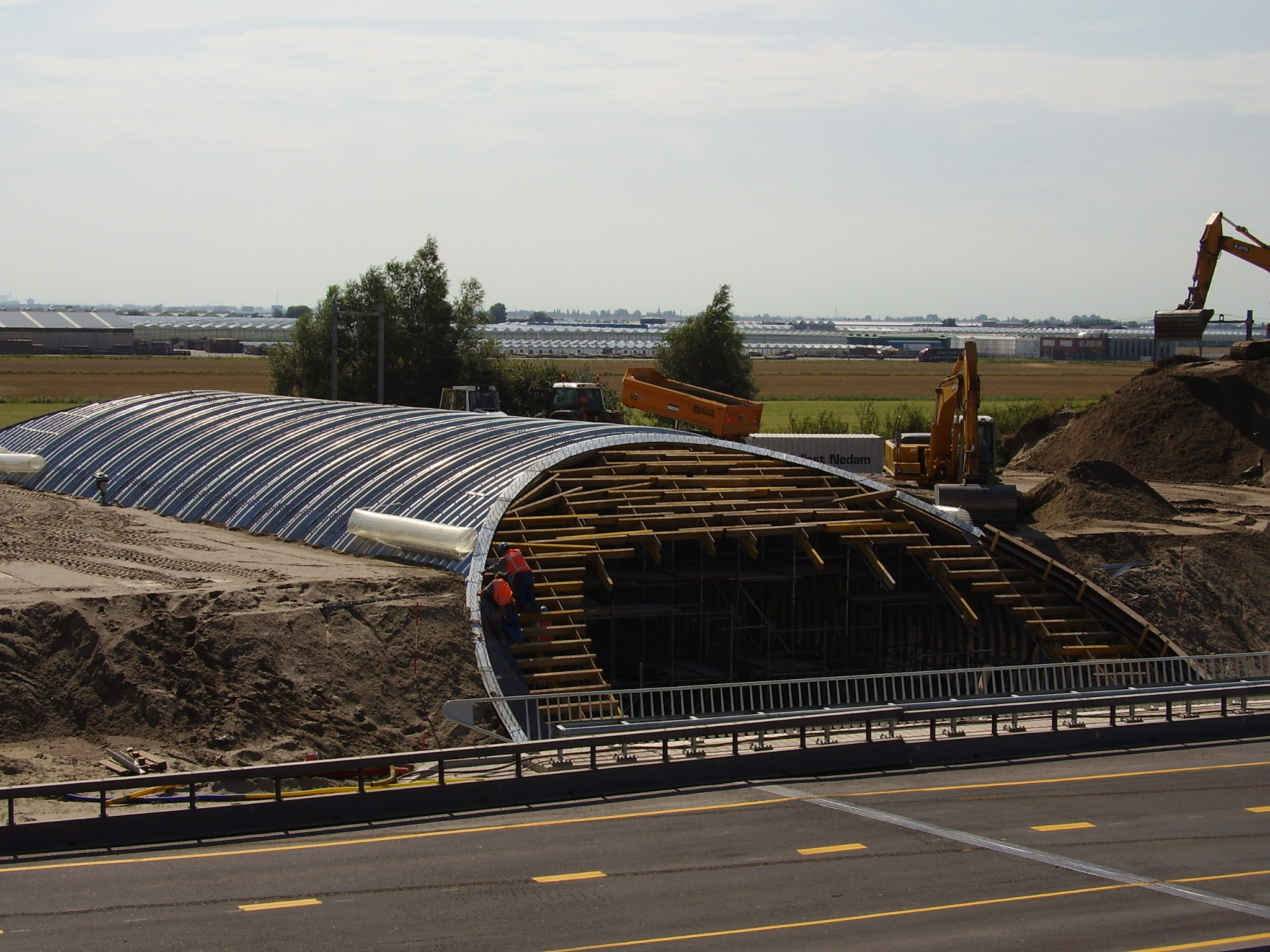
Aanvulling in volle gang
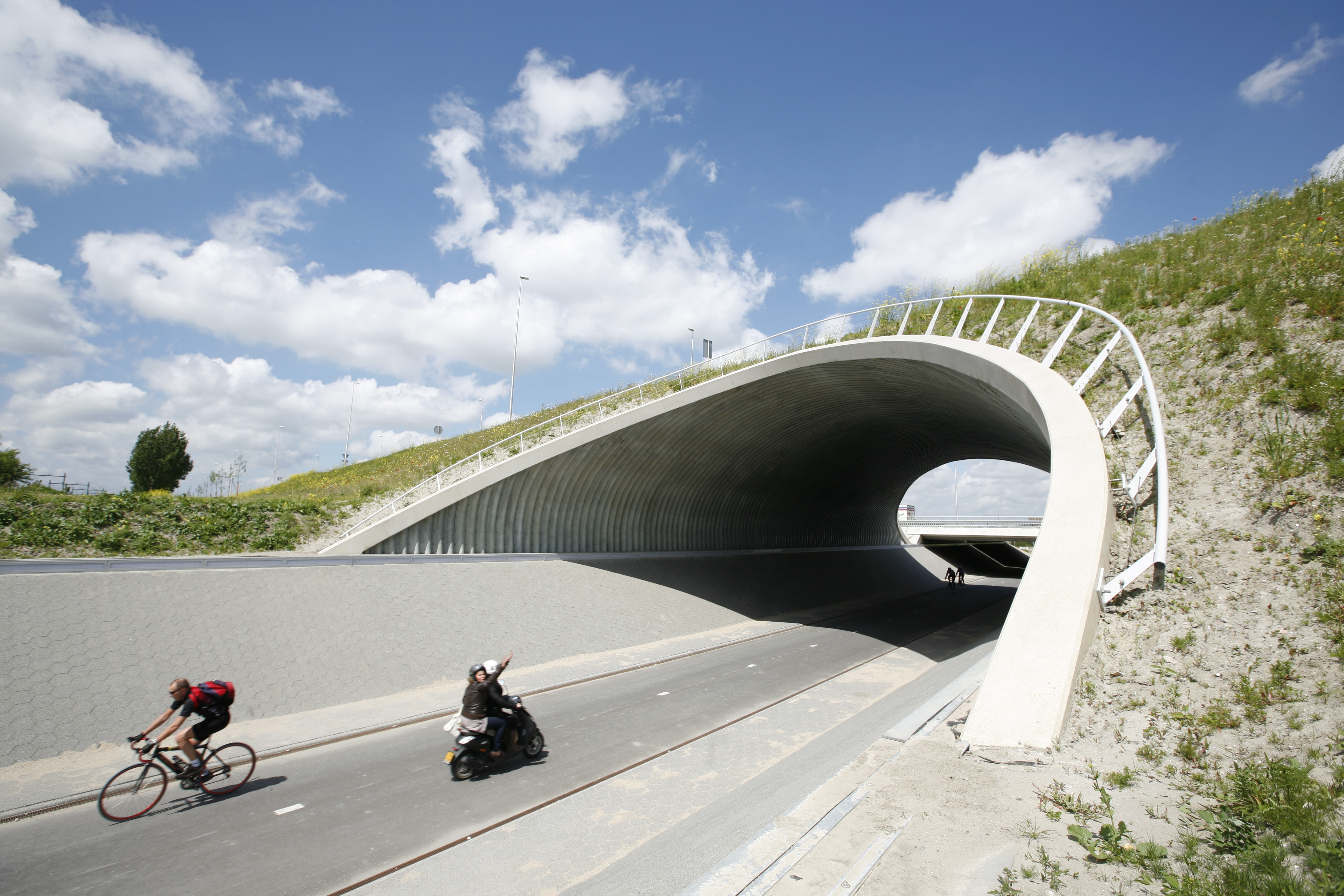
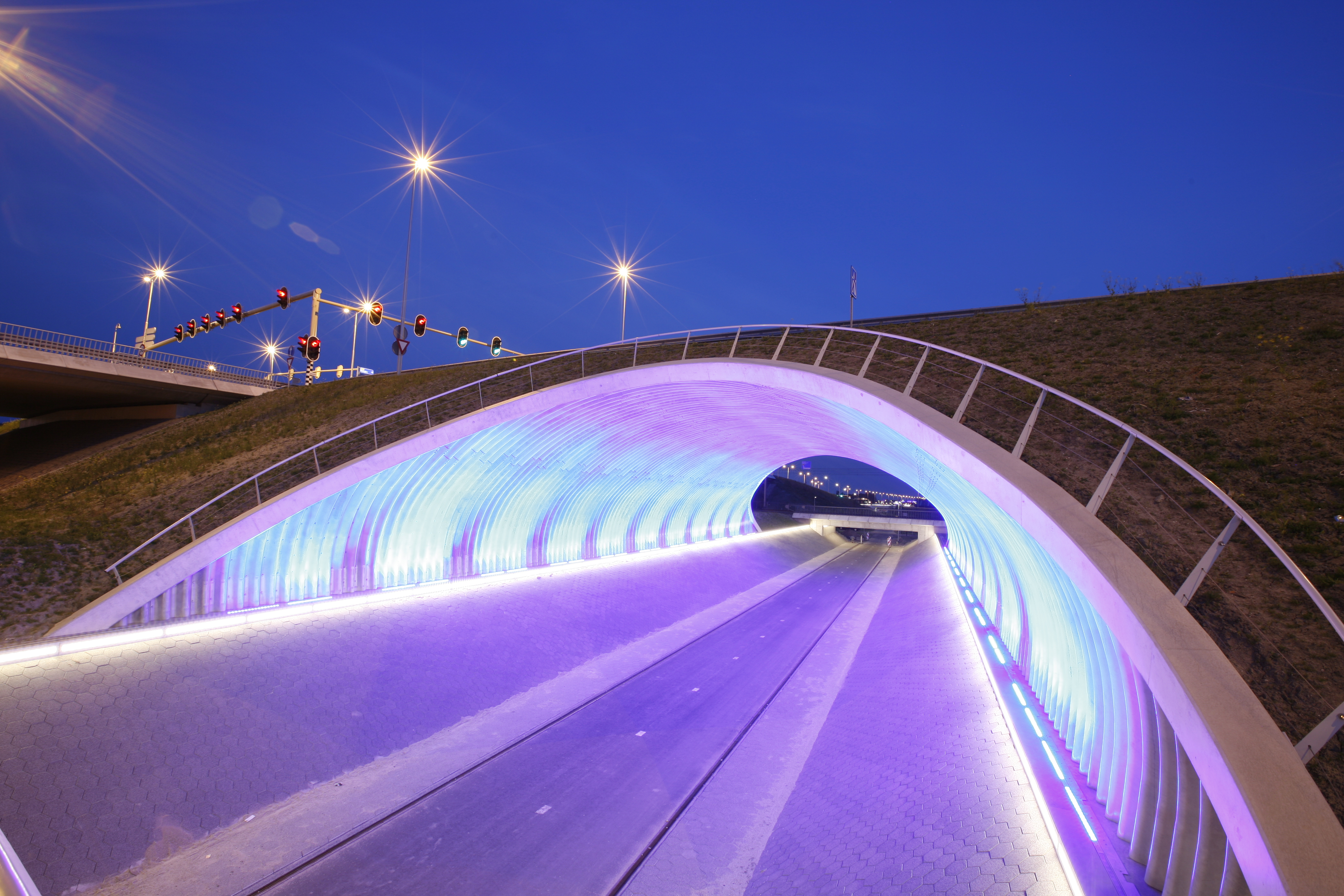